# San Julian
För andra betydelser, se San Julian (olika betydelser).
San Julian (Bayan ng San Julian) är en kommun i Filippinerna. Kommunen ligger på ön Samar, och tillhör provinsen Östra Samar. Folkmängden uppgår till 12 383 invånare.

## Barangayer
San Julian är indelat i 16 barangayer.
| - Bunacan - Campidhan - Casoroy - Libas - Nena (Luna) - Pagbabangnan - Barangay No. 1 Poblacion - Barangay No. 2 Poblacion | - Barangay No. 3 Poblacion - Barangay No. 4 Poblacion - Barangay No. 5 Poblacion - Barangay No. 6 Poblacion - Putong - San Isidro - San Miguel - Lunang |